# Surrey Heath
Surrey Heath – dystrykt w hrabstwie Surrey w Anglii.

## Miasta
- Camberley

## Inne miejscowości
Bagshot, Bisley, Chobham, Deepcut, Frimley, Frimley Green, Lightwater, Mytchett, West End, Windlesham.